# 待ったこの日
「待ったこの日」（原題： I'm Waiting for the Day）は、ザ・ビーチ・ボーイズが1966年に発表した楽曲。

## 概要
1964年にブライアン・ウィルソンとマイク・ラヴによってすでに書かれていた作品である。2年越しでアルバム『ペット・サウンズ』に収録されることとなった。
1966年3月6日にロサンゼルスのユナイテッド・ウェスタン・レコーダーズで楽器演奏のトラックが録音された。アルバムにおいてジム・ゴードンがドラムを叩いているのは本作品のみ（「神のみぞ知る」ではパーカッションを担当）。そして同年3月10日にボーカル・パートが録音された。
リード・ボーカルはブライアン・ウィルソンである。なお、1997年11月4日に発売された4枚組のボックスセット『The Pet Sounds Sessions』にマイク・ラヴがリードをとったバージョンが収録されている。同バージョンは2016年6月10日発売のボックスセット、50周年アニバーサリー・コレクターズ・エディション版でも聴くことができる。
ブライアンは2002年に発表したライブ・アルバム『ペット・サウンズ・ライヴ2002』でセルフ・カバーを行った。

## 演奏者
- ブライアン・ウィルソン - リード・ボーカル、バッキング・ボーカル
- マイク・ラヴ - バッキング・ボーカル
- ジム・ゴードン - ドラムス
- アル・デ・ローリー - ピアノ
- キャロル・ケイ - エレクトリック・ベース
- レイ・ポールマン - 6弦ベース
- ラリー・ネクテル - ハモンド・オルガン
- ライル・リッツ - ウクレレ、ダブル・ベース
- ゲイリー・コールマン - ティンパニ、ボンゴ
- レナード・ハートマン - イングリッシュホルン
- ビル・グリーン - フルート
- ジム・ホーン - フルート
- ジェイ・ミグリオーリ - フルート
- ウィリアム・カラシュ - ヴァイオリン
- レナード・マラースキー - ヴァイオリン
- ラルフ・シャファー - ヴァイオリン
- シド・シャープ - ヴァイオリン
- ハリー・ハイアムズ - ヴィオラ
- ジャスティン・ディトゥリオ - チェロ